# Infinity Eighteen Vol.2
Albums de Ami Suzuki
Infinity Eighteen Vol.1
(2000) Around the World
(2005)
Compilations par Ami Suzuki
Fun For Fan
(2001)
Singles
Infinity Eighteen Vol.2, écrit en majuscules : INFINITY EIGHTEEN Vol.2, est le 3e album d'Ami Suzuki, sorti en 2000. Un "premier volume" indépendant du disque était déjà sorti deux mois auparavant, à l'occasion du 18e anniversaire de la chanteuse : Infinity Eighteen Vol.1, écrit au contraire en minuscules : infinity eighteen vol.1.

## Présentation
L'album sort le 26 avril 2000 au Japon sous le label True Kiss Disc de Sony Music Japan, produit et coécrit par Tetsuya Komuro.
Il atteint la 2e place du classement de l'Oricon. Il se vend à 303 230 exemplaires la première semaine, et reste classé pendant 8 semaines, pour un total de 427 150 exemplaires vendus. C'est le 3e album le plus vendu de la chanteuse. Il se vend cependant relativement beaucoup moins que sa "première partie", vendue à plus d'un million d'exemplaires deux mois auparavant.
Les premières éditions sont incluses dans un boitier spécial dans un emballage réfléchissant, avec des fiches photos et un dépliant contenant les paroles à la place du livret normal.
La plupart des chansons des singles étant parues sur le "volume 1" précédent, cet album ne contient que deux titres sorti entre-temps en single : Thank You 4 Every Day Every Body et sa "face B", I Really Wanna Tell. Deux autres chansons de l'album incluent un rap du duo américain Infamous Syndicate (en).
Par suite de problèmes de droits d'auteurs entrainant un procès avec sa maison de disques dans les mois qui suivront, la chanteuse ne sortira pas d'autre album original pendant cinq ans et demi, jusqu'à Around the World en 2005 sur un autre label.

## Liste des titres
| 1.  | Undo (undo)                                   | (instrumental)                 | Tetsuya Komuro            | 2:04 |
| 2.  | Let me talk about my history one more time    | Takahiro Maeda                 | Tetsuya Komuro            | 6:26 |
| 3.  | Infinity 18 Vol.2                             | Takahiro Maeda                 | Tetsuya Komuro            | 5:01 |
| 4.  | I Really Wanna Tell (I really wanna tell)     | Tetsuya Komuro, Takahiro Maeda | Tetsuya Komuro, Cue Zero  | 4:38 |
| 5.  | Thank You 4 Every Day Every Body              | TK, Takahiro Maeda, Ami Suzuki | Tetsuya Komuro            | 5:03 |
| 6.  | Good Night Mr. Guitar (GOOD NIGHT MR. GUITAR) | Takahiro Maeda                 | Tetsuya Komuro, Cozy Kubo | 3:47 |
| 7.  | Drive Me Crazy (DRIVE ME CRAZY)               | Takahiro Maeda                 | Tetsuya Komuro            | 4:35 |
| 8.  | Down Beat                                     | Mitsuko Komuro                 | Tetsuya Komuro, Cozy Kubo | 4:01 |
| 9.  | Make a Move                                   | Mitsuko Komuro                 | Tetsuya Komuro, Cozy Kubo | 3:39 |
| 10. | Please Stay Tuned (Please stay tuned)         | Takahiro Maeda                 | Tetsuya Komuro, Cozy Kubo | 5:07 |
| 11. | Step (STEP)                                   | Takahiro Maeda                 | Tetsuya Komuro            | 4:12 |
| 12. | 289                                           | (instrumental)                 | Tetsuya Komuro            | 4:27 |

1. 1 2  … "(featuring Infamous Syndicate)" ; rap par Guy Rashawnna & Lateefa Harland